# لسان الثور الصغير
لسان الثور الصغير (باللاتينية: Anchusa pusilla) نوع نباتي يتبع جنس لسان الثور من الفصيلة الحِمحِمية.

## البيئة والانتشار
موطنه تركيا وأوكرانيا وجورجيا.